# Ak-Kuduk (Naryn)
Ak-Kuduk (kirgisisch Ак-Кудук айыл аймагы) ist eine Landgemeinde (ajyl aimagy) im Rajon Naryn des Gebiets Naryn in Kirgisistan. Sie besteht aus den Dörfern Ak-Kuduk (kirgisisch Ак-Кудук), Segisintschi Mart (kirgisisch Сегизинчи Март, russisch 8-е марта, beide zu deutsch Achter März) und Schoro (kirgisisch Шоро). Das Verwaltungszentrum ist das Dorf Segisintschi Mart. Im Jahr 2009 hatte die Landgemeinde 3370 Einwohner. Bis 2021 wuchs die Bevölkerung auf 3991 Einwohner.
| Dorf              | Einwohnerzahl (2009) | Einwohnerzahl (2021) |
| ----------------- | -------------------- | -------------------- |
| Ak-Kuduk          | 628                  | 718                  |
| Segisintschi Mart | 2145                 | 2655                 |
| Schoro            | 594                  | 618                  |